# ポマ森林歴史保護地区

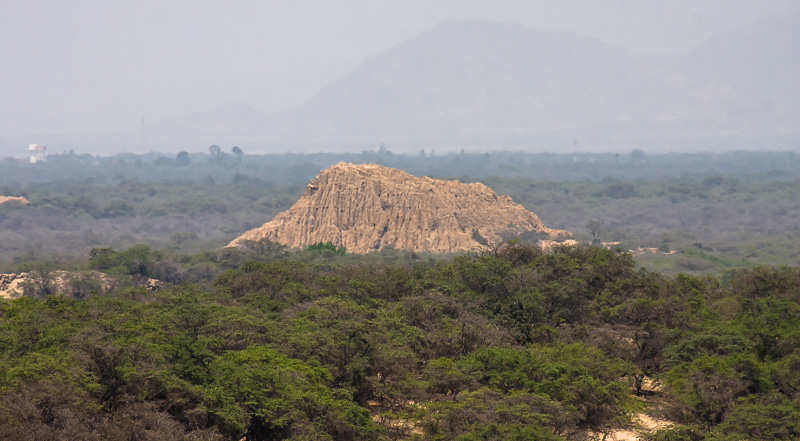
ポマの森林

ポマ森林歴史保護地区（ポマしんりんれきしほごちく、スペイン語: Santuario Histórico Bosque de Pómac）はペルー北西部太平洋に面するランバイエケ県にある歴史的価値があるとして保護される森林地区。面積は5,887.38 ha。2001年に保護区となった。
この地区には20個ばかりの古墳があり以前から地元の住民による古墳表層部分からの盗掘はあったが島田泉によって大規模な発掘調査が行われ、シカン文化と島田が名付けた文化があった。